# Манастир Арденица
Манастир Арденица (грч. Ιερα Μονη Γεννησεως Θεοτοκου Αρδευουσης) је православни средњовековни манастир из 13. века. Под управом је Албанске православне цркве. Налази 10 km северно од града Фиери жупаније Фиери.
Манастир је подигао византијски цар Андроник II Палеолог 1282. године. Након битке у којој је победио Анжујце и опсаде града Берата. Манастир је познат и по томе што се у њему 1451. године Скендербег оженио Донком Кастриот.
Године 1743., на иницијативу епископа Берата Методија, манастир је значајно обновљен.
Године 1780., школа је у оквиру манастира отворена богословија, где су се школовали православни свештеници.
Године 1817., школа је претворена у гимназију. Манастир има обимну библиотеку, која је бројала са око 32.000 књига, али је изгорела у пожару 1932. године.
Године 1967., током атеистичке кампање, манастир је био затворен, али је избегао уништење, због чињенице да је у њему крунисан Скендербег, кога Албанија сматра националним херојем. Од 1969. године приступ манастиру је био потпуно затворен. Манастирски објекти су се временом урушили. 
Објекти су делимично обновљени 1988. године, када је отворен хотел у бившем манастиру.
Албанска православна црква је преузела манастир поново 1992. године. Од 2015. године, у манастиру живе монаси.